# Елеваторне (Матіясівський старостинський округ)
Елеваторне (в минулому  — селище А-Зоринського елеватора) —  селище в Україні, у Березанській селищній громаді Миколаївського району Миколаївської області. Належить до Матіясівського старостинського округу. Населення становить 10 осіб.